# Trinia leiogona
Trinia leiogona är en växtart i släktet Trinia och familjen flockblommiga växter. Den beskrevs av Carl Anton von Meyer som Rumia leiogona, och fick sitt nu gällande namn av Boris Fedtjenko 1915.
Arten är en perenn ört som förekommer i Turkiet, Kaukasus och norra Iran.